# 1948 în film
- 1947 în cinematografie — 1948 în cinematografie — 1949 în cinematografie

## Filmele cu cele mai mari încasări
În SUA
| #   | Titlu                                | Studio                        | Actori                                               | Încasări   |
| --- | ------------------------------------ | ----------------------------- | ---------------------------------------------------- | ---------- |
| 1.  | The Red Shoes                        | Eagle-Lion                    | Moira Shearer                                        | $5,000,000 |
| 2.  | The Three Musketeers                 | MGM                           | Lana Turner și Gene Kelly                            | $4,507,000 |
| 3.  | Red River                            | United Artists                | John Wayne și Montgomery Clift                       | $4,500,000 |
| 4.  | The Treasure of the Sierra Madre     | Warner Bros.                  | Humphrey Bogart                                      | $4,307,000 |
| 5.  | When My Baby Smiles at Me            | 20th Century Fox              | Betty Grable și Dan Dailey                           | $4,200,000 |
| 6.  | Easter Parade                        | MGM                           | Judy Garland și Fred Astaire                         | $4,100,000 |
| 7.  | Johnny Belinda The Snake Pit         | Warner Bros. 20th Century Fox | Jane Wyman și Lew Ayres Olivia de Havilland          | $4,089,000 |
| 8.  | Joan of Arc                          | RKO                           | Ingrid Bergman                                       | $4,000,000 |
| 9.  | Adventures of Don Juan               | Warner Bros.                  | Errol Flynn                                          | $3,700,000 |
| 10. | Homecoming                           | MGM                           | Clark Gable și Lana Turner                           | $3,420,000 |
| 11. | The Loves of Carmen                  | Columbia                      | Rita Hayworth și Glenn Ford                          | $3,395,000 |
| 12. | Key Largo                            | Warner Bros.                  | Humphrey Bogart, Edward G. Robinson și Lauren Bacall | $3,289,000 |
| 13. | That Lady in Ermine                  | 20th Century Fox              | Betty Grable                                         | $3,250,000 |
| 14. | The Emperor Waltz                    | Paramount                     | Bing Crosby și Joan Fontaine                         | $3,209,000 |
| 15. | The Search                           | MGM                           | Montgomery Clift                                     | $3,191,000 |
| 16. | Mr. Blandings Builds His Dream House | RKO                           | Cary Grant și Myrna Loy                              | $3,140,000 |
| 17. | Hamlet                               | Rank Film                     | Laurence Olivier                                     | $3,075,000 |
| 18. | State of the Union                   | MGM                           | Spencer Tracy și Katharine Hepburn                   | $2,745,000 |
| 19. | A Foreign Affair                     | Paramount                     | Jean Arthur, Marlene Dietrich și John Lund           | $2,450,000 |
| 20. | Sorry, Wrong Number                  | Paramount                     | Barbara Stanwyck și Burt Lancaster                   | $2,200,000 |

(*) După relansare cinematografică

## Premii

### Oscar
Articol detaliat: Oscar 1948
- Cel mai bun film:  Hamlet - Two Cities Films
- Cel mai bun regizor:  John Huston - The Treasure of the Sierra Madre
- Cel mai bun actor:  Laurence Olivier - Hamlet
- Cea mai bună actriță:  Jane Wyman - Johnny Belinda
- Cel mai bun actor în rol secundar:  Walter Huston - The Treasure of the Sierra Madre
- Cea mai bună actriță în rol secundar:  Claire Trevor - Key Largo

### Globul de Aur
Articol detaliat: Globul de Aur 1948
- Cel mai bun film:  Johnny Belinda și The Treasure of the Sierra Madre
- Cel mai bun regizor: John Huston - The Treasure of the Sierra Madre
- Cel mai bun actor (dramă):   Laurence Olivier - Hamlet
- Cea mai bună actriță (dramă): Jane Wyman - Johnny Belinda